# Besitos, cuídate
Besitos, cuídate (estilizado en minúsculas) es el álbum de estudio debut de la cantante chilena Princesa Alba. Se lanzó el 3 de septiembre de 2021 bajo el sello Quemasucabeza.
Fue catalogado uno de los mejores discos de 2021 por la revista Vogue México y Latinoamérica. Además ganó el premio Musa en 2021 en la categoría «Disco del año».

## Lista de canciones
| Besitos, cuídate |                                   |                  |          |  |
| N.º              | Título                            | Escritor(es)     | Duración |  |
| 1.               | «Besitos, cuídate»                | Trinidad Riveros | 3:42     |  |
| 2.               | «Narcisa» (con Duda Beat)         | Trinidad Riveros | 2:53     |  |
| 3.               | «Miss U BB»                       | Trinidad Riveros | 3:13     |  |
| 4.               | «Oye amiga»                       | Trinidad Riveros | 2:43     |  |
| 5.               | «Pinky Promise»                   | Trinidad Riveros | 2:42     |  |
| 6.               | «Amor sin amor»                   | Trinidad Riveros | 2:53     |  |
| 7.               | «Lo siento»                       | Trinidad Riveros | 3:36     |  |
| 8.               | «Acelero»                         | Trinidad Riveros | 2:54     |  |
| 9.               | «Nasty» (con Ms Nina)             | Trinidad Riveros | 2:55     |  |
| 10.              | «Fiesta para los dos»             | Trinidad Riveros | 2:52     |  |
| 11.              | «Simplemente» (junto a Pin Flaco) | Trinidad Riveros | 3:37     |  |
| 34:00            |                                   |                  |          |  |

| Besitos, cuídate (Deluxe) |                            |                          |          |  |
| N.º                       | Título                     | Escritor(es)             | Duración |  |
| 12.                       | «Pa dejar de pensarme»     | Riveros                  | 2:35     |  |
| 13.                       | «Te amo y te odio»         | Riveros y Pablo Stipicic | 3:11     |  |
| 14.                       | «Diario de vida»           | Riveros y Stipicic       | 3:04     |  |
| 15.                       | «K-Pop Star»               | Riveros y Stipicic       | 2:17     |  |
| 16.                       | «Besitos, cuídate (Remix)» | Riveros y Stipicic       | 3:24     |  |
| 48:31                     |                            |                          |          |  |

## Premios y nominaciones
| Año  | Premio       | Categoría     | Trabajo          | Resultado |
| ---- | ------------ | ------------- | ---------------- | --------- |
| 2021 | Premios Musa | Disco del año | Besitos, cuídate | Ganadora  |